# Estádio Adelino Ribeiro Novo
O Estádio Adelino Ribeiro Novo, frequentemente tratado apenas por Adelino Ribeiro Novo, é um estádio de futebol português situado na cidade de Barcelos. Inaugurado em 1933 com uma lotação de cerca de 8 500 espetadores é propriedade do Gil Vicente Futebol Clube. 
No entanto, desde a construção do novo Estádio Cidade de Barcelos em 2004, o Gil Vicente apenas o utiliza para treinos, jogos amigáveis e seleções juvenis.

#### Homenagem a Adelino Riberio Novo
No dia 16 de setembro de 1946, em determinado momento do jogo, o guardião Adelino Ribeiro Novo saiu aos pés do atacante salvando gloriosamente o golo adversário. Porém, o guardião não evitou o choque violento e tendo falecido em campo após o choque com um adversário. Como homenagem, o estádio Campo da Granja ganhou o seu nome.

#### Demolição
Foi anunciado em abril de 2025, por parte da Câmara Municipal, a demolição do estádio onde as camadas jovens do Gil Vicente treinavam e que, recentemente, passaram para as novas instalações do Complexo Desportivo Cidade de Barcelos inauguradas em novembro de 2024. Assim, naquele perímetro, bem no centro da cidade, irá ser construído o novo centro de saúde para a população.